# Celum DAM
Celum ist eine proprietäre Software für Digital-Asset-Management (DAM) des gleichnamigen österreichischen Unternehmens CELUM GmbH. Das System fokussiert das Verwalten und Verteilen von Dateien durch Integration und Anbindung an andere Systeme (zum Beispiel CMS, ERP, PIM, eCommerce). Meist wird die Softwarelösung als Celum DAM bezeichnet, um zwischen Firma und Produkt zu unterscheiden.

## Funktionsumfang
Die Kernfunktion ist Hochladen, Verwaltung, Anreicherung um Meta-Daten, Zugriffs- und Rechtemanagement, Auslieferung und Steuerung digitaler Inhalte wie Fotos, Videos, PDFs, Grafiken und Office-Dateien; weiters Content-Fluss-Steuerung – eine Lösung zum zeit- und parametergesteuerten Verteilen von Medien an beliebige Kanäle – sowie Workflows für Erstellung, Freigabe und Content-Review für Marketingteams.
Zusätzliche wird eine lange Liste an Integrationen und Konnektoren zu externen Lösungen angeboten.

## Verbreitung/Anwendungsgebiete
Nach Angaben des Unternehmens setzen weltweit rund 850 Organisationen mit 1 Mio. Benutzern die Software Celum DAM ein (Stand: 2018).
Die Software wird als SaaS on-premise-, Private-Cloud- und Cloud-Lösung angeboten. Der Fokus liegt hier dabei auf Unternehmen und multinationalen Konzernen, welche eine länderübergreifende reine DAM-Lösung bevorzugen.

## Geschichte
Celum DAM wird seit 2003 unter verschiedenen Bezeichnungen vertrieben und kontinuierlich weiterentwickelt. Die Markteinführung erfolgte zunächst 2003/2004 unter dem Namen Celum Imagine als „Image-Management-System“, einer Bilddatenbank. Im Jahr 2006 erfolgte mit Celum Imagine 3 die Neuausrichtung und Umbenennung in „Digital Asset Management“-System. Dabei wurden Integrationen in Adobe Photoshop/Indesign und MS Office vorgenommen, und es entstand eine enge Partnerschaft mit SAP Hybris, wodurch die DAM-Lösung als OEM-Erweiterung für das Hybris E-Commerce- und PIM-Produkt vertrieben wurde.
2008/2009 wurde mit Celum Synergy eine Lösung speziell für große Unternehmen eingeführt, die multidimensionales Content-Management ermöglichte. In diesem Zusammenhang wurden auch eigene SDK- und REST-API-Funktionen zusätzlich zur bestehenden SOAP API bereitgestellt. Im Jahr 2012 kamen Portal-Funktionen hinzu, die es ermöglichten, Content über verschiedene Zielgruppen und Sicherheitszonen hinweg zu verteilen.
2015 wurden Celum Imagine und Celum Synergy zu Celum DAM zusammengeführt, wobei Celum DAM für größere Implementierungen und damcloud.com als cloudbasierte Lösung für kleinere Projekte angeboten wurde. 2017 erweiterte sich das System um eine Cloud-basierte Beschaffungslösung für Stock Content. Ein Jahr später, 2018, wurde das Celum DAM durch die Einführung von Workrooms ergänzt, einer Collaboration- und Tasking-Komponente, die auch als Einzelprodukt erhältlich ist.

## Technologie
Technologisch basiert Celum DAM auf Java und JavaScript im User Interface und ist eine Cloud-Anwendung mit entsprechender Skalierbarkeit und der Option, auch On Premise betrieben zu werden. In der mittlerweile dritten Technologiegeneration setzt Celum DAM auf RXJava, Vert.x, JanusGraph DB und Angular mit RxJS. Celum DAM war im Jahr 2004 das erste kommerzielle Produkt, das auf dem Spring-Framework basierte. Celums damaliger CTO, Jürgen Höller, war neben Rod Johnson ein wesentlicher Beitragender zum quelloffenen Spring-Framework.

## Auszeichnungen
- 2009 – „Cool Vendor“ Auszeichnung durch Gartner[7]
- 2016 – Teil des Gartner’s „Magic Quadrant“ für DAM[8]
- 2016 – Forrester Research DAM Report[9]
- 2018 – „Strong Performer“ im Forrester Research Wave für DAM[10]